# Liste des îles de la Charente-Maritime
On appelle îles charentaises cinq îles au large des côtes de la Charente-Maritime. 
| Nom             | Coordonnées                 | Superficie (Hectares) | Population   | Altitude (Mètres) | Communes | Photo |
| --------------- | --------------------------- | --------------------- | ------------ | ----------------- | --- | ----- |
| île d'Oléron    | 45° 56′ N, 1° 18′ O         | 17500                 | 20009 (1999) | 34                | La Brée-les-Bains Le Château-d'Oléron Dolus-d'Oléron Le Grand-Village-Plage Saint-Denis-d'Oléron Saint-Georges-d'Oléron Saint-Pierre-d'Oléron Saint-Trojan-les-Bains |       |
| île de Ré       | 46° 12′ N, 1° 24′ O         | 8500                  | 16499 (1999) | 20                | Ars-en-Ré Le Bois-Plage-en-Ré La Couarde-sur-Mer La Flotte Loix Les Portes-en-Ré Rivedoux-Plage Saint-Clément-des-Baleines Saint-Martin-de-Ré Sainte-Marie-de-Ré     |       |
| île d'Aix       | 46° 01′ N, 1° 10′ O         | 119                   | 186 (1999)   | 15                | Île-d'Aix |       |
| île Madame      | 45° 57′ 25″ N, 1° 06′ 50″ O | 75                    |              | 18                | Partie de Port-des-Barques |       |
| île de Nôle     | 45° 50′ 31″ N, 1° 10′ 01″ O | Inconnu               |              | 3                 | Partie de Bourcefranc-le-Chapus |       |
| Ile de la Chate |                             |                       |              | 20                | Commune de Taugon |       |